# Governo limitato
Nella filosofia politica il governo limitato è un governo limitato nel potere. Questo tipo di governo venne promosso storicamente dal liberalismo classico.

## Costituzioni liberali
Il governo limitato è strettamente associato con le costituzioni liberali; la Costituzione degli Stati Uniti del 1789 e la Costituzione francese del 1793 furono entrambe emanate nel tentativo di riaffermare il governo limitato, sebbene in modi diversi. La Costituzione degli Stati Uniti ha ottenuto un governo limitato attraverso una separazione dei poteri: separazione "orizzontale" dei poteri col potere distribuito tra i rami del governo (il potere legislativo, l'esecutivo e il potere giudiziario, ciascuno dei quali fornisce un controllo sui poteri dell'altro); separazione "verticale" dei poteri (federalismo) con il potere diviso tra il governo federale e il governo statale). 
James Madison, uno degli autori de Il Federalista, ha osservato che gli autori della Costituzione americana hanno cercato di creare un governo che fosse in grado sia di essere controllato che di esercitare il controllo. Madison scrisse nel Federalist n. 51 che "la grande sicurezza contro una graduale concentrazione dei diversi poteri nello stesso dipartimento, consiste nel dare a coloro che amministrano ciascun dipartimento, i mezzi costituzionali necessari e motivi personali, per resistere alle usurpazioni degli altri ."
La Costituzione francese del 1793, d'altra parte, sanciva la supremazia legislativa e si basava sull'idea (influenzata da Rousseau) che il governo limitato fosse meglio raggiunto attraverso un "autogoverno democratico razionale che cercasse di dare espressione alla volontà generale ... come l'antidoto ottimale alla regola arbitraria della monarchia assoluta."